# JADE (노래)
〈JADE〉는 2011년 6월 28일 유럽과 북미, 그리고 7월 13일 일본과 동남아시아에서 발매된 일본의 헤비 메탈 밴드 X JAPAN의 곡이다. 이 곡은 2007년 재결합한 이후 이 밴드의 세 번째 싱글이며, 새로운 멤버 스기조가 기타를 연주한 두 번째 곡이자 그들의 첫 번째 전 세계 발매곡이다.

## 배경 및 발매
〈JADE〉로 요시키는 X JAPAN이 어떻게 진화하고 있는지를 보여주는 노래를 만들고 싶었지만, 그것은 여전히 "아름다운 멜로디와 공격성"을 유지하고 있다. 그는 이 곡을 쓸 때, 이 밴드가 그들이 일본 밖으로 서구 시장으로 확장하기를 원한다는 것을 알았기 때문에, 그는 이 곡을 쓸 때 많은 압박감을 느꼈다고 말했다. 가사는 한 줄만 빼고 전부 영어로 되어 있다. X JAPAN뿐만 아니라 그가 겪은 고통을 표현하고 싶었던 노래로, "그냥 받아들이고 긍정적으로 생각하세요"라고 말했다.
원래 2011년 3월 15일로 예정되어 있던 이 밴드는 3월 11일 도호쿠 지방 태평양 해역 지진으로 인해 〈JADE〉의 발매를 연기하기로 결정했다. 〈JADE〉는 아이튠즈 스페인, 스웨덴, 일본에서 1위에 올랐고, 《빌보드》 재팬 핫 100에서 19위에 올랐다.

## 참여 인원
- 토시 - 보컬
- 스기조 - 기타
- 파타 - 기타
- 히스 - 베이스
- 요시키 - 드럼, 기타, 관현악